# Société générale d'éducation et d'enseignement
La Société générale d’éducation et d’enseignement (SGEE) est une association catholique française formée de laïcs et destinée à la défense de l'enseignement catholique. Fondée par Louis-C. Michel le 13 mars 1868, elle avait pour but de travailler à la propagation et au développement de l'instruction, fondée sur l'éducation religieuse. Elle est présidée dans un premier temps par le sénateur Auguste Dariste et occupe un rôle majeur dans l'histoire de l'enseignement au XIXe siècle et au XXe siècle.

## Membres connus

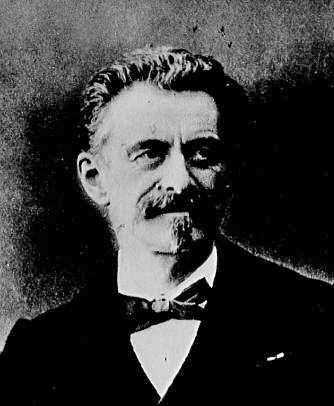
Émile Keller, président du comité de l'enseignement primaire de la Société générale d’éducation et d’enseignement, une association conservatrice qui milite contre la laïcisation du système éducatif français.

- Jean Le Cour-Grandmaison[2]